# Георги Костов (преводач)
Вижте пояснителната страница за други личности с името Георги Костов.
Георги Димитров Костов (1940 – 1995) e български писател, преводач, журналист и медиевист.

## Биография
Георги Костов е роден на 4 декември 1940 в гр. Харманли, Хасковска област. Завършва българска филология в Софийския университет „Свети Климент Охридски“ (1964), където следва и във Философско-историческия факултет. От 1969 до 1992 работи в редакциите Военна, Международна и „Литература, изкуство и култура“ (ЛИК) на БНТ – Българската национална телевизия.
Георги Костов написва и издава редица белетристични творби на историческа и съвременна тематика – повестите „Караулка край пътя“/1970/, „Кураж Мария“/1982/, „Керванът“/1986/, сборника с телевизионни разкази „Тринайсети в дузината“/1978/, сборника с новели „Гений простосмъртен“/1987/. Посмъртно бяха издадени „Погребението на хан Аспарух в светлината на археологическите данни“/1998/, романа „Кера Тамара“/1999/ и научнопопулярната книга „Тая мегалитна треска“/2003/. Непубликувани останаха повестта „Голи тела на седмото небе“, втора и трета част на детско-юношеската трилогия, продължение на „Караулка край пътя“ – „Морето Черното“ и „Край лобната скала“, много разкази, статии, пиеси.
Той притежаваше и талант на драматург. Изпод неговото перо излязоха пиесите „Диоген или Богатствата на бедните“, „Жан Жак Русо или Великият гражданин“, „Айнщайн“, „Парижката комуни“ и др., поставяни по Българската национална телевизия.
Богато и стойностно е и телевизионното творчество на Георги Костов. Търсейки изконните добродетели и корените на българщината, той създаде забележителни поредици – „По следите на старите български ръкописи“, „Родови хроники“, „Знай своя род и език“, „За теб, мили роде...“, останали в Златния фонд на Българската национална телевизия заедно с неговите документални филми за българите в Бесарабия и Таврия, за Сребърния орел и Златното стреме на хан Аспарух, за златното съкровище на хан Курат, Археологическо лято и много други.
Години наред Георги Костов вървя по стъпките на предците ни в Южна Русия, Украйна и Молдова. Години наред той се рови из архивохранилищата в Санкт Петербург, Москва, Киев, за да издирва и популяризира древната българска култура. През тези творчески странствания той попада на поемата „Шан-кизи дастани“/“Сказание за дъщерята на хана“/ – епоса на прабългарите от 882 г. Последните две години от живота си изследователят посвещата на превода ѝ на български език. Поемата „Сказание за дъщерята на хана“ от Микаил Бащу Ибн Шамс Тебир бе публикувана в отделна книга през 1997 г.
Георги Костов през последните си дни ясно съзнаваше своята обреченост. Затова, отправяйки завещанието си към всички, на които е скъпо българското минало, в книгата си „Погребението на хан Аспарух в светлината на археологическите данни“ написа за себе си: Сега...... когато изтлявам от неземен огън, мислено се връщам към онези луди години........ Чувствах се безсмъртен!“
„Впрочем интересно живях; сега ми остава простичко да умра.“